# (2487) Juhani
(2487) Juhani es un asteroide perteneciente al cinturón de asteroides descubierto el 8 de septiembre de 1940 por Heikki A. Alikoski desde el observatorio de Iso-Heikkilä en Turku, Finlandia.
Está nombrado en honor del hijo del descubridor.